# Лещен (Драмско)
 Тази статия е за обезлюденото село в Гърция.  За селото в България вижте Лещен.  
Лещен (на гръцки: Φαρασσηνό, Фарасино, катаревуса Φαρασσηνόν, Фарасинон, до 1927 година Λεστάν, Лестан) е обезлюдено село в Република Гърция, разположено на територията на дем Бук (Паранести) в област Източна Македония и Тракия.

## География
Лещен се намира близо до българо-гръцката граница на Лещенската река (Фарасино). Васил Кънчов го определя като чечко село, попадащо в Драмския Чеч.

## История

### Етимология
Според Йордан Н. Иванов името Лещен е жителско име от начално *Лещене от местното име *Лѣска, от леста. Името е обикновено в славянската топонимия.

### В Османската империя
В подробен регистър на санджака Паша от 1569-70 година е отразено данъкоплатното население на махалата Лещен (Малко Лещен) със село Коница заедно с махалата Илиджа както следва: мюсюлмани – 209 семейства и 119 неженени.
Съгласно статистиката на Васил Кънчов („Македония. Етнография и статистика“) към 1900 година Лещен (Лещенъ) или Лящен е българо-мохамеданско селище. В него живеят 291 българи-мохамедани в 90 къщи.

### В Гърция
По време на Балканската война в селото влизат български части. В саморъчно написаните си спомени войводата Тодор Хвойнев пише за Лещен относно покръстването през 1912-1913 година:
| „ | Помаците уж бяха почнали да възстановяват, наденали си бяха фесовете. Получихме тайна заповед да идем да изгорим село Лещен и от дванайсет години нагоре всичко да се изколи. Отидохме до съмнало. Цялата чета 42 души окупирахме селото. Какво ти въстание, нямат ни пушка, ни дявол. Събраха се всички селяни, деца и жени... | “ |

След Междусъюзническата война селото попада в Гърция. През 1923 година по силата на Лозанския договор жителите на Лещен като мюсюлмани са изселени в Турция. През 1927 година името на селото е сменено от Лестан (Λεστάν) на Фарасинон (Φαρασσηνόν). През 1928 година в Лещен са заселени 37 гръцки семейства със 116 души - бежанци от Турция. Впоследствие бежанците напускат селото и то обезлюдява.
| Година    | 1913 | 1920 | 1928 | 1940 | 1951 | 1961 | 1971 | 1981 | 1991 | 2001 | 2011 | 2021 |
| --------- | ---- | ---- | ---- | ---- | ---- | ---- | ---- | ---- | ---- | ---- | ---- | ---- |
| Население |      | 390  | 120  |      |      |      |      |      |      |      |      |      |